# ساتشيأو يوشيد
ساتشيأُو يوشيدَ (باليابانية: 吉田 幸生) (6 أبريل 1980 في هوفا في اليابان – )؛ هو لاعب كرة قدم ياباني سابق كان يلعب كمهاجم.

## وصلات خارجية
- ساتشيأو يوشيد على موقع رابطة كرة القدم اليابانية للمحترفين (اليابانية)
- ساتشيأو يوشيد على موقع عالم كرة القدم.نت (الإنجليزية)